# Malo maxima
Malo maxima is een tropische kubuskwal uit de familie Carukiidae. De kwal komt uit het geslacht Malo. Malo maxima werd in 2005 voor het eerst wetenschappelijk beschreven door Gershwin. 